# Ioannis Fokianos
Ioannis Fokianos (Atenas, 18 de dezembro de 1845 — Atenas, meados de 1896) foi um ginasta e dirigente esportista grego.